# Берлінський міжнародний кінофестиваль
Берлінський міжнародний кінофестиваль (Берлінале) — міжнародний кінофестиваль категорії А, який вважається одним із найпрестижніших фестивалів Європи та світу у сфері кіно. Проходить щорічно в лютому в Берліні, починаючи з 1951 року.
Близько 400 фільмів презентуються в різноманітних секціях. Враховуючи понад 230 000 проданих квитків і близько 430 000 глядачів (серед них і фахівці у даній сфері), Берлінале вважається найвідвідуванішим фестивалем світу..
Нагороди — Золотий та Срібний ведмідь (ведмідь — символ Берліна).
Журі приділяє особливу увагу тому, щоб на фестивалі були представлені фільми з усього світу. У фестивалі беруть участь щонайменше 20 000 спеціалістів з 120 країн. Про час проведення фестивалю повідомляє 4200 журналістів у 100 країнах світу. Одночасно з Берлінале функціонує Європейський кіноринок, який є одним з найважливіших місць зустрічі знавців у сфері кіноіндустрії. Фестиваль зарекомендував себе як основний ринок виробників, дистриб'юторів, купців і агентів.
Берлінале засновано в 1951 році. З 2001 року директором фестивалю є Дітер Косслік. З 2002 року за проведення Міжнародного кінофестивалю у Берліні відповідальна Організація культурних заходів у Берліні. Кінофестиваль також заручився підтримкою Федерального уряду у справах культури та засобів масової інформації. На цю мить Міжнародний кінофестиваль у Берліні став одним із найвідоміших культурних та мультимедійних центрів.
Прем'єрні покази відбуваються в Палаці Берлінале (площа Марлен Дітріх, 1).

## Історія
З 1951 року Берлінале проводився влітку, з 1978 року — у лютому, в Берліні. Фестиваль бере свої джерела від Оскара Мартея — фільму воєнної адміністрації США у Берліні. Американська військова адміністрація підтримувала і контролювала берлінську кіноіндустрію, надаючи їй кредити та фінансуючи в перші роки роботи кінофестивалю. 6 червня 1951 під девізом «Вітрина вільного світу» відкрився перший Міжнародний кінофестиваль у Берліні, презентувавши фільм Альфреда Хічкока «Ребека» в Палаці Титанія. На місце першого директора фестивалю був обраний Альфред Бауер, кінознавець, радник у питаннях кіно при британській військовій адміністрації у повоєнний період. Як реакція на Берлінський кінофестиваль, у східній частині міста відбувся фестиваль народно-демократичних фільмів, на якому презентувалися фільми переважно з країн колишнього Східного блоку. Це сталося в 1951 році, через тиждень після закінчення Берлінале.
З дня проведення першого кінофестивалю у Берліні «Золотий ведмідь», за проєктом скульптора Рене Сентеніса, став його основною нагородою. Перші кілька років переможці обирались за допомогою голосування глядачів. Міжнародна федерація асоціацій кінопродюсерів прирівняла Берлінале до рівня Канського фестивалю та фестивалів у Венеції та Локарно, а також зробила певні зміни: Берлінале відносять до фестивалів групи А, а для суддівства залучається міжнародне журі, яке вручає переможцям нагороди — «Золотого ведмедя» та «Срібного ведмедя». Ранній Берлінале став місцем зустрічі численної, передусім гламурної, публіки. На фестивалі засвітились такі зірки кіно як Гері Купер, Софі Лорен, Жан Маре, Річард Відмарк, Жан Габен, Мішель Морган, Генрі Фонда, Еррол Флінн, Джульєтта Мазіна, Девід Нивен, Кері Грант, Жан-Поль Бельмондо і Рита Хейворт.
Своє спрямування фестиваль змінив наприкінці 1960-х у зв'язку з соціальними та політичними змінами. 1970 року на Берлінале розгорілась запекла суперечка у зв'язку з презентацією фільму Майкла Верховена про події в'єтнамської війни. Це призвела до відставки журі і скасування конкурсної програми.
На Берлінале 1971 року до конкурсної програми залучено нові та прогресивні фільми Міжнародного форуму молодого кіно. В ході змін, запроваджених внаслідок Східної політики Віллі Брандта, які супроводжувались культурним відкриттям Східного блоку, в програму увійшли також кінострічки, зняті у Радянському Союзі та НДР, а саме «Сто днів після дитинства» Сергія Соловйова 1974 року та «Якоб-брехун» 1975 року.
У 1976 році директора фестивалю Альфреда Бауер заміняє публіцист Вульф Доннер. Доннер впроваджує кардинальні зміни і здійснює модернізацію фестивалю, зокрема переносить період проведення з літа на зиму. Однією з причин змін стає впровадження Ярмарку кіно (сьогодні Європейський кіноринок), який збігся в часі з іншими зимовими фестивалями кіно. Доннер започаткував нові секції, такі як Німецька серія кіно та Фестиваль дитячого кіно, а Виставка-показ була замінена Панорамою в її сучасному вигляді. З часів Доннера фестиваль Берлінале став місцем роботи, а не просто сценою для знаменитостей та молодих акторів.
У 1979 місце Доннера зайняв Моріц де Гадельн, який очолював кінофестиваль до 2001 року. З 2000 року фестиваль проводиться в Театрі на Потсдамській площі, який налічує 1800 місць в головному залі. Театр було перейменовано в Палац Берлінале. Окрім прем'єр фільмів, тут презентуються також кінокартини, які відкривають фестиваль та проводяться церемонії нагородження переможців.
З 1 травня 2001 фестиваль очолює Дітер Косслік. За період роботи Коссліка запроваджено секцію Перспектива німецького кіно. 2003 року створено нову секцію для роботи з молодими спеціалістами — Кампус талантів Берлінале, а в 2007 році — Берлінале короткий метр.
62-й Берлінський міжнародний кінофестиваль відбувся у період з 9 до 19 лютого 2012 року і розпочався з презентації фільму-драми Бенуа Жако «Прощавай, моя королево!».
63-й Берлінський міжнародний кінофестиваль проводився з 7 по 17 лютого 2013 року.
64-й Берлінський міжнародний кінофестиваль відбувся у період з 6 по 16 лютого 2014 року.
65-й Берлінський міжнародний кінофестиваль проходив з 5 по 15 лютого 2015 року.
66-й Берлінський міжнародний кінофестиваль відбувся з 11 по 21 лютого 2016.
67-й Берлінський міжнародний кінофестиваль проходить з 9 по 19 лютого 2017 року.
68-й Берлінський міжнародний кінофестиваль проходив з 15 по 25 лютого 2018 року.
69-й Берлінський міжнародний кінофестиваль проходив з 7 по 17 лютого 2019 року.

## Секції

### Міжнародний конкурс
Міжнародний конкурс відіграє центральну роль на кінофестивалі. Основною нагородою конкурсної програми є Золотий та Срібний ведмідь. В змаганні беруть участь фільми (відповідно за принципами Міжнародної федерації асоціацій кінопродюсерів), випущені у прокат лише у країні, в якій були зняті за останні 12 місяців до початку фестивалю.
Щороку близько 20 фільмів беруть участь у конкурсній програмі. Дирекція фестивалю відповідальна за підбір фільмів та склад журі. Переможці відбираються міжнародним журі на чолі з президентом, він також оголошує закриття фестивалю. Місцем проведення конкурсу є Палац Берлінале на Потсдамській площі, а також кінотеатр Сінема Ікс, Кіно Інтернаціональ і Будинок кінофестивалів у Берліні. 2009 року місцем проведення фестивалю став Фрідріхштадтпалац. На Берлінале 2009 журі очолила актриса Тільда Свінтон. 2010 році це місце зайняв режисер Вернер Герцог, після чого у 2011 — Ізабелла Росселліні, а у 2012 — Майк Лі.

### Форум
Міжнародний Форум молодого кіно проходить з 1971 року, центральною темою Форуму є політичне кіно. Форум проводиться з ініціативи Геро Гандерта, який заснував спілку Друзів німецького кіно у 1963 році. Співзасновниками стали також Еріка Грегор, Ульріх Грегор Гайнер Росс і Манфред Зальцберг. Пост голови Форуму у період з 1971 по 1979 обіймав Ульріх Грегор. Він став також головою 20 фестивалів.
Форум надає молодим режисерам, таким як Рауль Руїс, Дерека Джармена і Пітер Гріневей, першу можливість заявити про себе на міжнародному рівні. В програму секції входять фільми незвичного формату, зокрема «Тайга» Ульріке Оттінгера (тривалість — 8 годин 21 хвилина) або «Сатантанго» Белі Тарра (7 годин 16 хвилин).
Ще одним напрямком Форуму є фільми, зняті за межами Європи. В 1970/80их роках центральне місце зайняло незалежне американське кіно, фільми з Латинської Америки та авангардне кіно. 1980/90і роки присвячувались незалежному кіно Азії. Директор Форуму з 2001 року — берлінський кіножурналіст Крістоф Тергехте. «Міжнародний форум як і раніше залишається найважливішим доповненням програми Берлінського кінофестивалю. Для кінематографістів Форум став основою програми за останні роки» (Петер Янсен). Місце проведення Форуму — кінопалац Дельфі, Арсенал (нині Потсдамська площа), Сінестар, Сінема Ікс і Кубікс.

### Ретроспектива
Історична Ретроспектива проводиться з 1951 року. 1977 року була реорганізована в Фонд німецької кінематики (зараз Музей кіно у Берлін — німецька Кінематика). У рамках Ретроспективи щорічно влаштовуються дні вшанування. Директор Ретроспективи — Райнер Ротер. Місце проведення — Сінема Ікс і Кіноарсенал.
Перелік Ретроспективи
- 1955 — «60 років кіно — класичне німе кіно»
- 1956 — «Гумор народів»
- 1957 — «Німецькі художники в іноземних фільмах»
- 1958 — «Шедеври світового кіно з 1915 по 1945 рік»
- 1959 — «Міжнародні Шедеври в перші роки звукового кіно»
- 1960 — «10 років Золотого берлінського ведмедя» і «Міжнародний музичний фільм 1930—1945»
- 1961 — «Ріхард Освальд», «Біллі Вайлдер», «Акіра Куросава»
- 1962 — «Аста Нільсен», «Г. В. Пабст», «Інгмар Бергман»
- 1963 — «Елізабет Бергнер», «E. А. Дюпон», «Карл Грюне», «Ясудзіро Одзу»
- 1964 — «Скарби світового кінематографа: Луї Люм'єр, Пола Негрі, Пауль Лені»
- 1965 — «Шедеври німецького мистецтва»
- 1966 — «Макс Офюльс», «Мак Сенетті», «Сінема Ново»
- 1967 — «Гаррі Ленгдон», «Ернст Любич»
- 1968 — «Ернст Любич», «Вільям Фільдс»
- 1969 — «Абель Ганс» і «Мюзикл 1929—1949»
- 1970 — «20 років кінофестивалям у Берліні» і «Фред Астер і Джинджер Роджерс»
- 1971 — «Від кіноогляду до мюзиклу: Басбі Берклі, Едді Кантора»
- 1972 — «Дуглас Фербенкс», «Людвіг Бергер»
- 1973 — «Вільям Дітерле» і «Американські мюзикли та анімаційні фільми»
- 1974 — «Жак Фейдер», «Ліліан Гарві» і «Норман Макларен»
- 1975 — «Грета Гарбо» і «Конрад Фейдт»
- 1976 — «Елеонор Пауелл», «Конрад Фейдт. Частина II», «Найкращі німецькі фільми 1929—1932»
- 1977 — «Марлен Дітріх, частина 1» і «Любов, смерть і технології. Фантастичне кіно 1933—1945»
- 1978 — «Марлен Дітріх, частина 2» і «Цензура — Заборонені німецькі фільми 1933—1945»
- 1979 — «Рудольф Валентіно» та «Ми танцюємо в усьому світі. Кіноогляд 1933—1945»
- 1980 — «Біллі Вайлдер» і «3-D фільми»
- 1981 — «Виробник: Фільми Майкла Белкона»
- 1982 — «Повстання почуттів: Кертіс Бернхардт» і «Дитяче кіно з НДР»
- 1983 — «Вигнання — Шість акторів з Німеччини»: Елізабет Бергнер, Доллі Гаас, Герта Тілі, Курт Буа, Франц (Френсіс) Ледерер, Вольфганг Зільцер (ПаульАндор)
- 1984 — «Любич 1914—1933»
- 1985 — «Спецефекти»
- 1986 — «Хенні Портен»
- 1987 — «Рубен Мамулян»
- 1988 — «Колір — Історія кольорового кіно»
- 1989 — «Еріх Поммер» і «Європа 1939»
- 1990 — «1945 рік» та «40 років Берлінале»
- 1991 — «Холодна війна»
- 1992 — «Бабельсберг — кіностудія»
- 1993 — «Сінемаскоп»
- 1994 — «Еріх фон Штрогейм»
- 1995 — «З Днем Народження, кіно! Бастер Кітон-100, Слапстік & Co»
- 1996 — «Вільям Вайлер»
- 1997 — «Г. В. Пабст»
- 1998 — «Роберт і Курт Сіодмак»
- 1999 — «Отто Премінґер»
- 2000 — «Штучні люди»
- 2001 — «Фріц Ланг»
- 2002 — «Європа 60-их. Повстання, фентезі та утопії»
- 2003 — «Фрідріх Вільгельм Мурнау»
- 2004 — «Новий Голівуд 1967—1976. Проблеми в країні чудес»
- 2005 — «Проєктування і виробництво фільмів»
- 2006 — «Мрія жінки. Зірки кіно п'ятдесятих»
- 2007 — «Місто дівчат — образи жінок німого кіно»
- 2008 — «Луїс Бунюель»
- 2009 — «70 мм — більше, ніж життя»
- 2010 — «Зіграй ще раз!»
- 2011 — «Інгмар Бергман»
- 2012 — «Червона фабрики мрій»: Межрабпомфільм і його німецьке відділення Прометей фільм"
- 2013 — «Дотик Веймар»

Вшанування
- 1977 — Вілфрід Бас
- 1981 — Петр Певас
- 1982 — Джеймс Стюарт
- 1984 — Меліна Меркурі / Жуль Дассен
- 1986 — Фред Циннеманн
- 1987 — Мадлен Рено / Жан-Луї Барро
- 1991 — Джейн Рассел / Роберт Мітчем
- 1992 — Хал Роуч
- 1993 — Грегорі Пек
- 1994 — Софія Лорен
- 1995 — Ален Делон
- 1996 — Джек Леммон і Еліа Казан
- 1997 — Кім Новак
- 1998 — Катрін Денев
- 1999 — Ширлі Маклейн
- 2000 — Жанна Моро і Роберт де Ніро
- 2001 — Кірк Дуглас
- 2002 — Клаудія Кардинале
- 2003 — Анук Еме
- 2007 — Артур Пенн
- 2008 — Франческо Розі
- 2009 — Моріс Жарр
- 2010 — Ганна Шигулла і Вольфганг Кольхассе
- 2011 — Армін Мюллер-Шталь
- 2012 — Меріл Стріп
- 2013 — Клод Ланцман

### Панорама
Панорама є офіційною частиною програми Берлінале, проводиться з 1986 року. В перші дні проведення Берлінале Спец-показ було замінено на Панораму. Спочатку пост директора Панорами обіймав Манфред Зальцберг, у 1992 році його місце зайняв Віланд Шек. Напрямок діяльності Панорами — артгаус кіно та авторські фільми, які стали європейськими і всесвітніми прем'єрами. Щороку основна програма налічує 18 художніх фільмів. Основні підрозділи Панорами — документальні фільми, Панорама Спешл та Панорама Короткометражних фільмів. Панорама присвячується як суспільним, так і політичним темам, зокрема питанням сексуальних меншин. Місце проведення Панорами — Сінема Ікс, Інтернаціональ і Сінестар.

### Покоління
З 1978 року Берлінале відкриває спеціальну секцію для дітей та підлітків і презентує актуальні художні та короткометражні фільми, які набувають популярності на світовому ринку. Розділ було доповнено у 2004 році програмою «14плюс» — конкурс фільмів серед молоді. «Дитячий кінофестиваль» на Берлінале 2007 року перейменовано на Покоління. Відповідно конкурсна програма тепер називається «Покоління К» та «14 плюс».
У конкурсі Покоління «К плюс» одинадцять членів журі вручають нагороди — Скляних ведмедів — за художні та короткометражні фільми. В склад міжнародного журі входять спеціалісти у сфері кіно. Кошти на призи виділяє Німецький фонд захисту дітей. Найвищу нагороду — скляного ведмедя — за найкращий художній фільм у змаганні Покоління «14плюс» вручає журі, в склад якого входить семеро молодих людей.
Девіз «ні — низькопробним фільмам», засвідчує той факт, що для конкурсної програми відбираються лише високоякісні фільми, які відображають реалії повсякденного життя молоді та дітей [9]. Тематика конкурсних робіт цікава для всіх вікових груп.
У рамках Крос Секшин проводиться показ фільмів з різних секцій, які входять в конкурсну програму Покоління і доступні для всіх вікових категорій. З 2008 року Покоління очолили Маріан Редпат і Флоріан Вегхорн. Під час 61-го Берлінале секція Покоління проводилась в Цопаласт, у зв'язку з ремонтними роботами в Будинку світової культури. З 2008 року кінотеатр Вавилон (Берлін Мітте) є основним місцем проведення Покоління «14плюс». Інші покази проводяться в театрах Колізей (Пренцлауер-Берґ), в кінотеатрі на Фрідріхсхайн, Сінема Ікс на Потсдамській площі.

### Спеціальний приз Берлінале
Спеціальний приз Берлінале, запроваджений у 2004 році, став ще однією секцією офіційної програми, в яку ввійшли фільми як і відомих режисерів, так і класичні фільми в сучасній обробці, а також фільми, які стосуються суспільно важливих тем. Місце проведення — Фрідріхштадтпалац.

### Перспектива німецького кіно
Секція Перспектива німецького кіно, вперше запроваджена Дітером Коссліком, присвячена сучасній продукції кіноіндустрії, яка доповнює ряд німецького кінематографа. На конкурсі нагороду отримали близько десятка художніх, документальних та експериментальних фільмів, відібраних з 250 конкурсних заявок. Директор секції — Лінда Софкер.

### Берлінале короткий метр
У 2006 році створено нову секцію короткометражних фільмів — Берлінале короткий метр. З 1955 року за найкращі короткометражні фільми вручають відповідні нагороди — Золотого і Срібного ведмедя, за які щороку змагається близько 30 фільмів. З 2003 року переможців відбирає спеціально скликане міжнародне журі. З 2007 року секцію очолює Майк Мія Хоне. Короткометражні фільми також презентуються у секціях Покоління, Перспектива німецького кіно та Форум розширений.

### Інші заходи
- Камус талантів Берлінале: існує з 2003 року, місце проведення: Будинок культур світу (до 2006 р.), Хеббел ам уфер (з 2007).
- Німецьке кіно: лише для уповноважених відвідувачів; режисер: Хайнц Бадевіц.
- Кулінарне кіно: в ньому тісно переплелось кулінарне мистецтво та сфера кіно. Розпочало свою роботу в 2007 році.
- Пресконференції: внутрішній програмний цикл, який торкається питань стратегій та перспектив кіноіндустрії.

## Європейський кіноринок
Поряд з Американським кіноринком (проводиться в листопаді) та Каннським кіноринком (проводиться в травні), Європейський кіноринок є одним з трьох основних центрів кіноіндустрії для виробників, дистриб'юторів, покупців та агентів.
Європейський кіноринок є наступником кіноярмарку. Проводився з 1980 по 1987 в Будапешті, згодом в атріумі Дебісхаус на Потсдамські площі. Організатор заходу — Айна Белліс, з 1988 року — Бекі Пробст.
Набувши популярності, з 2006 році Кіноринок проводять у Мартін-Гропіус-Бау і готелі Маріотт на Потсдамській площі. У рамках Кіноринку з 2012 року відбувся показ 1138 фільмів (у тому числі 600 світових прем'єр). Для проведення заходу було виділено приміщення Сінема Ікс та Сінестар. На подію прибуло 8000 учасників зі 100 різних країн.

## Премії

### Золотий ведмідь
- Найкращий фільм
- Особисте досягнення

З 1951 року Золотий ведмідь став найвищою відзнакою кінофестивалю. Обов'язковою умовою участі у конкурсі є знімання фільму не раніше ніж за 12 місяців до дня проведення фестивалю. Також фільм не повинен входити в прокат за межами країни чи брати участь в інших кінофестивалях. Фільми відбирають з усієї конкурсної програми. Лише у 1970 році нагороду не отримав жоден фільм.
Володарями Золотого ведмедя в різний час ставали Інгмар Бергман (1958), Клод Шаброль (1959), Мікеланджело Антоніоні (1961), Жан-Люк Годар (1965), Роман Поланські (1966), П'єр Паоло Пазоліні (1972), Сатьяджит Рей (1973), Вернер Шрьотер (1980), Карлос Саура (1981), Райнер Вернер Фассбіндер (1982), Чжан Імоу (1988), Теренс Малік (1999), Хаяо Міядзакі (2002) та Фатіх Акін (2004).

### Срібний ведмідь
З 1951 року Срібного ведмедя присуджують у різних номінаціях, в тому числі Гран-прі журі, який був запроваджений в 1965 році і є другим призом у конкурсі. У 1951 нагороду отримали три фільми категорій мюзикл, драма та комедія. З 1952—1955 другу нагороду отримували художні фільми. З 1956 року Срібного ведмідя вручають у різних категоріях. На цей час Срібного Ведмедя вручають за такими категоріями:
- Найкраща режисура
- Найкраща чоловіча роль
- Найкраща жіноча роль
- Найкращий сценарій

а також за видатний вклад у мистецтво[12]:
- Найкраща музика
- Монтаж
- Костюми та сценографія
- Надзвичайні досягнення актора
- Гран-прі журі (нагорода за короткометражний фільм)

Названо на честь засновника Берлініле Премія Альфреда Бауера, її вручають з 1987 року за фільми, які відкривають нові перспективи кіномистецтва.
У конкурсі короткометражних фільмів міжнародне журі вручає Золотого і Срібного ведмедя, а також нагороди, почесні грамоти, дипломи ДААД («Німецька служба академічних обмінів») за художні інновації короткометражних фільмів. Нагорода ДААД забезпечує тримісячну стипендію в Берліні для талановитих людей з метою підтримки проєкту. Вперше премія була вручена в 2006 році. Щороку Європейська кіноакадемія надає призи за найкращий короткометражний фільм, знятий режисером європейського походження.

### Кришталевий ведмідь
Ця нагорода вручається з 1998 року за найкращий художній і короткометражний фільм із секції Покоління. Головний приз Фонду німецьких дітей (7500 євро) присуджує міжнародне журі, в склад якого входять кінознавці. Інші нагороди — Спеціальний приз у розмірі 2500 євро і Заохочувальна премія. Фонд німецьких дітей виділяє кошти для конкурсу з 1999 року.
Bester Erstlingsfilm: нагороду у розмірі 50000 євро вручають з 2006 року. Журі розглядає найкращі дебютні фільм з секцій Міжнародний конкурс, Панорама, Форум або Покоління. Призовий фонд розділяють між собою режисер і продюсер.
Камера Берлінале вручається особам чи організаціям, які здійснили значний внесок у кінофестиваль Берлінале, проте безпосередньо не беруть участі у конкурсній програмі.
Пам'ятного Золотого ведмедя вручають за досягнення із розділу Вшанування.
Незалежне журі надає також такі нагороди:
- Приз ФІПРЕССІ вручають з 1957 року. Це спеціальна нагорода Міжнародної Федерації кінокритиків ФІПРЕССІ. Мета нагороди — розвиток кіномистецтва та підтримка молодого кіно.
  - 1960 : «Гнівне мовчання» / (англ. The Angry Silence), реж. — Гай Грін
  - 1961 : «Ніч» / (італ. La notte), реж. — Мікеланджело Антоніоні
- CICAE приз надає Міжнародна асоціація театрального мистецтва. Її присуджують як заохочувальну нагороду чи згадку. Вперше вручена в 1967 році.
- Берлінер Моргенпост вручає читацьке журі «Берлінер Моргенпост» з 1974 року. Журі складається з 25 членів, а в конкурсній програмі участь беруть художні фільми.
- Приз Калігарі: З 1986 року вручають як особливу згадку за тематичні та стилістичні нововведення у рамках Форуму. Нагорода становить 4000 євро.

Започатковану у 1986 Кінопремію миру вручають як почесну згадку за фільми, які поєднують в собі естетичне та гуманістичне, демократичне та соціальне.
- Премія Тедді: спеціальний приз Берлінського кінофестивалю за фільми, які торкаються проблем сексуальних меншин. Статуетка-нагорода розроблена за проєктом карикатуриста Ральфа Кеніга. Існує також спеціальна нагорода, особлива згадка, приз журі та приз глядацьких симпатій.
- Приз екуменічного журі вручається з 1992 року талановитим режисерам, які націлюють свої фільми на людські, духовні та соціальні цінності, які базуються на законах Біблії. Премію присуджують як особливу згадку і спеціальну нагороду.
- Приз Гільдії німецького кіномистецтва вручається з 1996 року.
- Премію «Siegessäule» вручають з 1997 за фільми, які розкривають тему сексуальних меншин.
- Премію «Tagesspiegel» вручає читацьке журі з 2007 року у секції Форум. Розмір нагороди становить 3000 євро.
- Премія Shooting Stars, існує з 1998 року. Шанс здобути премію мають 10 молодих і талановитих акторів.
- З 1998 року Премію NETPAC («Мережа розвитку азійського кіно») вручають за фільми, зняті на території Азії.
- Приз публіки в секції Панорама визначають шляхом голосування глядачів. Бронзову статуетку вручають з 1999 року.
- Приз діалоги і перспективи існує з 2004 року з ініціативи німецько-французького відомства у справах молоді. Ця нагорода є результатом міжкультурного діалогу трьох країн: Франції, Німеччини та країни, яка приймає гостей. В склад журі входить сім членів, які беруть активну участь в діалозі трьох держав. Їх список оприлюднюють задовго до початку конкурсу. Голова журі з 2012 — Ян Генрік Штальберг.
- Score Competition вручають трьом композиторам або звуковим дизайнерам Кампусу талантів Берлінале. Нагорода включає оркестровку саундтреків німецьким кінооркестром Бабельсберг. Переможець отримує можливість відвідати найбільші кіностудії Голівуду.

Berlin Today Award вручають з 2004 року за проєкти короткометражних фільмів про Берлін, які номінували із секції Кампус талантів Берлінале. Фільми вийшли в прокат завдяки посередництву Медіа Берлін-Бранденбург.
- Amnesty International Filmpreis становить 5000 євро за фільми, які порушують питання прав людини.
- Премія Femina становить 2000 євро і її вручають з 2005 року за досягнення жінок у підборі костюмів, музики, якості знімання та у сфері монтажу.

Нагороду, створену за ініціативою «Europa Cinema», Label Europa Cinemas вручають за європейські фільми із секції Панорама. Премію присуджують з 2005 року.

### Інші нагороди Берлінале
- Бронзовий ведмідь — третя нагорода у змаганнях. Вперше вручений у 1951—1956 році за документальне, драматичне і комедійне кіно, а в 1952—1955 — за художній фільм. У 1956 р. переможця визначили шляхом голосування глядачів.
- Велику Бронзову тарілку вручають після визначення найуспішнішого фільму за допомогою глядацьких симпатій. Нагорода була вручена лише раз — в 1951 році. Маленьку бронзову тарілку вручають за другий найкращий фільм.
- Лише у 1951 три документальні фільми отримали Золоту медаль. Інші переможці відповідно отримують Срібну та Бронзову медаль.
- За видатні успіхи в галузі кіномистецтва у 1951 році було вручено Особливу нагороду міста Берлін, а також почесну грамоту.
- Спеціальну нагороду Сенату Берліна вручали лише двічі: у 1953 та 1954 році. Переможців визначили представники міжнародного журі.
- Премію OCIC вручала з 1954 по 1991 католицька організація OCIC як особливу згадку, особливе заохочення, заохочувальний приз. 1991 року OCIC і її сестринський союз Інтер-фільм увійшли в особливий склад екуменічного журі.
- З 1954 по 1956 Велику Золоту медаль вручали за найкращий документальний фільм конкурсної програми. Переможець був обраний шляхом глядацького голосування. Другий і третій приз — Срібна і Бронзова медаль.
- Маленьку золоту медаль вручали з 1955 по 1957 за найкращий короткометражний фільм офіційної програми. Переможців визначали згідно з глядацькими симпатіями. Друга і третя нагорода — Маленька срібна і бронзова медаль.
- Лише у 1958 році вручали нагороду сенатора для народної освіти за найкращий молодіжний документальний і короткометражний фільм.
- З 1959 по 1969 роки приз за молодіжне кіно вручався за фільми, призначені для молодої публіки (1968-69 — нагорода молодого покоління). До 1967 року премію вручали у вигляді бронзової тарілки за короткометражні, художні та документальні фільми.
- 1960—1987 нагорода CIDALC була присуджена організацією сприяння міжнародному розумінню CIDALC. В цей період існувала також нагорода Ганді, срібна медаль CIDALC, пам'ятна нагорода, особливе заохочення, премія ЮНЕСКО, диплом CIDALC.
- Премію Інтер-фільм вручала євангелістська церква як заохочувальний приз, пам'ятну згадку, кінонагорода Отто Дібеліуса, Гран-прі, особливе заохочення. У 1992 євангелістська організація та сестринський союз OCIC об'єднались в складі екуменічного журі. З 1963 до 1989 року нагороду не вручали.
- З 1963 по 1972 асоціація кінокритиків UNICRIT вручала заохочувальні призи та статуетки.
- Нагороду міжнародної Гільдії письменників надавали за найкращий кіносценарій конкурсної програми з 1968 по 1973 рр.
- Спеціальний приз журналістів заснований незалежною групою кінокритиків з Бельгії, Данії, Нідерландів та Швейцарії у зв'язку з відставкою міжнародного журі 1970 року.
- З 1982 по 1999 року вручає приз UNICEF, дитячий фондом ООН, за фільми на дитячу, молодіжну і сімейну тематику.
- 1983—1989 Премія CIFEJ сприяла поширенню фільмів серед дітей і підлітків. Існувала як окрема згадка.
- 1983—1989 нагороду Zitty вручають читачами місцевої берлінської газети Zitty.
- Нагорода Отто Домінка заснована у 1985 році на честь експериментального режисера Оттомара Домініка.
- З 1986 по 1996 рік нагороду за дитяче кіно (колишній головний приз фестивалю дитячого кіно) вручали у вигляді пам'ятної нагороди, призу фонду Марії Шелл та призу за найкращий короткометражний фільм.
- Panorama-Kurzfilmpreis der New York Film Academy: з 1993 по 2002 три члени журі відбирають найкращий короткометражний фільм з секції Панорама, за що переможець отримує стипендію Нью-Йоркської кіноакадемії.
- Панорама короткометражних фільмів: офіційне журі короткометражних фільмів у період з 2003 по 2005 рік відбирало переможців у цій номінації, які отримували нагороду як пам'ятну згадку чи особливу нагороду.
- Кінонагорода Міонетто — премія 1996 профінансована італійським виробником ігристих вин Міонетто.
- Pierrot-Preis була вручена лише у 1998 році за найкращий дебютний фільм.
- Premiere First Movie Award вручали лише в 2002 році за найкращий дебютний фільм із загальної конкурсної програми, а також з секцій Панорама, Форум, Кінофестиваль дитячого кіно, Перспектива німецького кіно.
- Нагороду читацького журі «Берлінерцайтунг» вручали у період з 1992 по 2002 рік за найкращі фільми із секції Форум як особлива згадка.
- Wolfgang-Staudte-Preis нагорода за найкращий дебютний фільм або другий найкращий фільм програми Форуму. Вручалась у період з 1990 по 2006 рік на честь режисера Вольфганга Штаудте.
- Блакитний Ангел: з 1993 по 2005 головний приз організації AGICOA.
- New York Film Academy Scholarship Award з 1996 по 2005 надавала у вигляді стипендії Нью-Йоркська кіноакадемія найкращим режисерам короткометражних фільмів
- Piper Heidsieck New Talent Award вручалась з 2001 по 2002 рік найкращому актору й актрисі в головній ролі.
- Talent Movie of the Week вручається за фільм із Кампуса талантів Берлінале. Премію вручали 2003 по 2006 рік.
- Planet Documentary Film Award у 2004 була вручена за роботу Кампусу талантів Берлінале. Ця нагорода сприяє фінансуванню знімання документальних фільмів.

## Кінотрейлер фестивалю
З 2002 року відкрився 50-секундний трейлер, який ознайомлює глядачів із всіма секціями кінофестивалю, окрім Ретроспективи. Комп'ютерна анімація була створена на основі співпраці режисера Улі M Шойпеля та кінокомпанії «Дас Верк». [13] [14]

## Україна на Берлінале
- 1990 — Офіційний конкурс — «Астенічний синдром», реж. Кіра Муратова — Спеціальний приз журі «Срібний ведмідь»
- 1991 — документальна програма секції «Панорама» — «Місія Рауля Валленберга», реж. Олександр Роднянський
- 1993 — секція «Панорама» — «Голос трави», реж. Наталії Мотузко
- 1993 — секція «Kinderfilmfest / 14plus» — «Червона чашечка», реж. Костянтин Баранов
- 1994 — Офіційний короткометражний конкурс — «Сашко», реж. Микола Каптан
- 1995 — секція «Панорама» — «Тисмениця», реж. Неля Пасічник
- 1997 — Офіційний конкурс — «Три історії», реж. Кіра Муратова
- 1999 — секція «Панорама» — «Лист в Америку», реж. Кіра Муратова
- 2000  — секція «Панорама» — «Тир (фільм, 2000)», реж. Тарас Томенко — Нагорода Нью-Йоркської кіноакадемії за короткометражний фільм[4][5]
- 2000 — секція «Панорама» — «Другорядні люди», реж. Кіра Муратова
- 2002 — Офіційний короткометражний конкурс — «Йшов трамвай №9», реж. Степан Коваль — Спеціальний приз журі «Срібний ведмідь»
- 2002 — секція «Форум» — «Пилюка», реж. Міхаель Боганім
- 2002 — позаконкурсна програма — «Молитва за гетьмана Мазепу», реж. Юрій Іллєнко
- 2005 — Офіційний конкурс короткометражних фільмів — «Довідка», реж. Кіра Муратова
- 2005 — секція «Форум» — «Путівник», реж. Олександр Шапіро
- 2005 — секція «Kinderfilmfest / 14plus» — «Злидні», реж. Степан Коваль
- 2006 — у роботі журі фестивалю брав участь письменник Андрій Курков
- 2006 — секція «Форум» — «ХеппіПіпл», реж. Олександр Шапіро
- 2009 — Офіційний конкурс короткометражних фільмів — «Діагноз», реж. Мирослав Слабошпицький
- 2010 — Офіційний конкурс короткометражних фільмів  — «Глухота», реж. Мирослав Слабошпицький
- 2011 — Офіційний конкурс — «В суботу», реж. Олександр Міндадзе
- 2015 — Офіційний конкурс — «Під електричними хмарами», реж. Олексій Герман-мол.
- 2016 — документальна програма секції «Панорама» — «Маріуполіс», реж. Мантас Кведаравічюс
- 2016 — програма «Generation 14plus»  — «Без тебе», реж. Наріман Алієв
- 2017 — програма «Generation 14plus»  — «Школа № 3», реж. Георг Жено, Ліза Сміт  — Гран-прі програми «Generation 14plus»
- 2018 — секція «Панорама» — «Коли падають дерева», реж. Марися Нікітюк
- 2019 — Офіційний конкурс — «Гарет Джонс», реж. Агнешка Голланд
- 2020 — програма «Generation 14plus»;— «Земля блакитна, ніби апельсин», реж. Ірина Цілик
- 2021 — програма «Generation 14plus»;— «Стоп-Земля», реж. Катерина Горностай  — Приз Юнацького журі програми «Generation 14plus» «Кришталевий ведмідь»[6]
- 2022 — секція «Панорама» — «Клондайк», реж. Марина Ер Горбач — приз екуменічного журі[7]
- 2022 — секція «Generation Kplus» — «Терикони», реж. Тарас Томенко[8]
- 2022 — Berlinale Documentary Award — «Терикони», реж. Тарас Томенко[8]
- 2022 — Berlinale Co-Production Market — «Орталан», реж. Наріман Алієв[8]
- 2023 — секція «Панорама» — «Залізні метелики», реж. Роман Любий[9]
- 2023 — «Berlinale Generation» — «Ми не згаснемо», реж. Аліса Коваленко[it][9]

## Час проведення Берлінале
- У 2010 році — 11-21 лютого — 60-й
- У 2011 році — 10-20 лютого — 61-й
- У 2012 році — 9-19 лютого — 62-й
- У 2014 році — 6-16 лютого — 64-й

## Кампус талантів Берлінале
Кампус талантів Берлінале (англ. Berlinale Talent Campus) — партнер Берлінського міжнародного кінофестивалю (починаючи з 2003), школа кіновиробників з усього світу, яка працює під час кінофестивалю і представляє усі кінематографічні фахи.
Складається з серії майстер-класів, лекцій і групових обговорень і дискусій з добре відомими професіоналами з проблем кінематографії.
Серед українських учасників Кампусу талантів: кінорежисери Ігор Стрембіцький, Віра Яковенко, Тарас Томенко, Володимир Книр, Богдана Смирнова, кіносценаристи Наталя Кононенко, Олег Лошкарьов, кінооператор Михайло Любарський, Дмитро Сухолиткий-Собчук та інші.

## Галерея

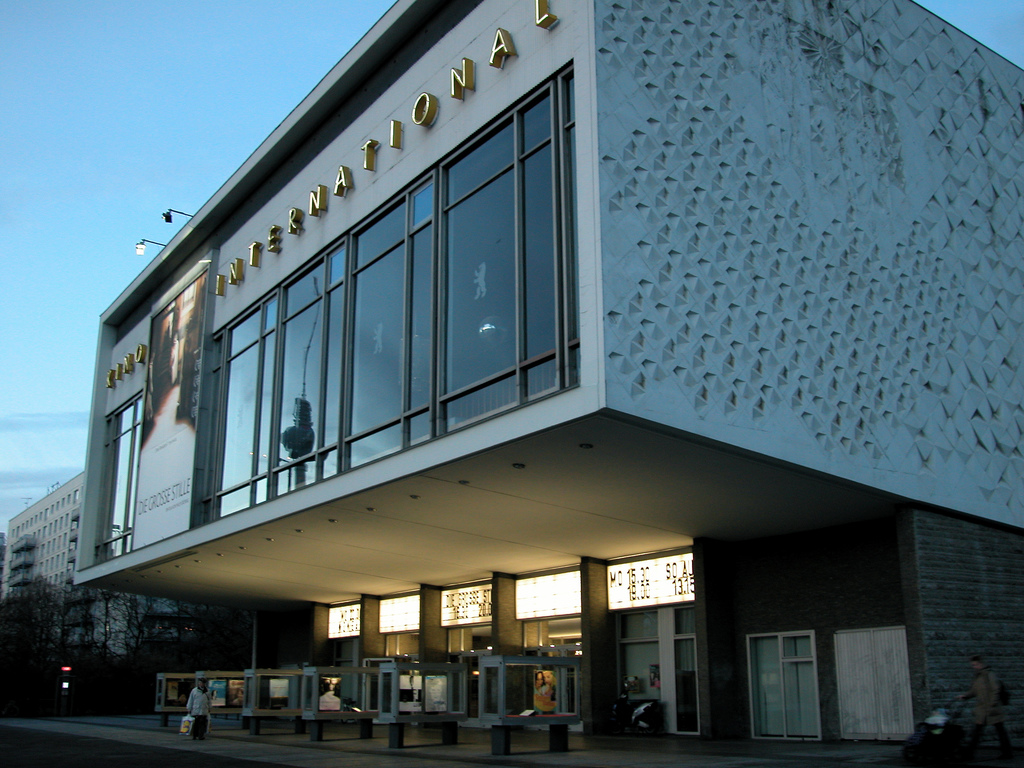
Kino International
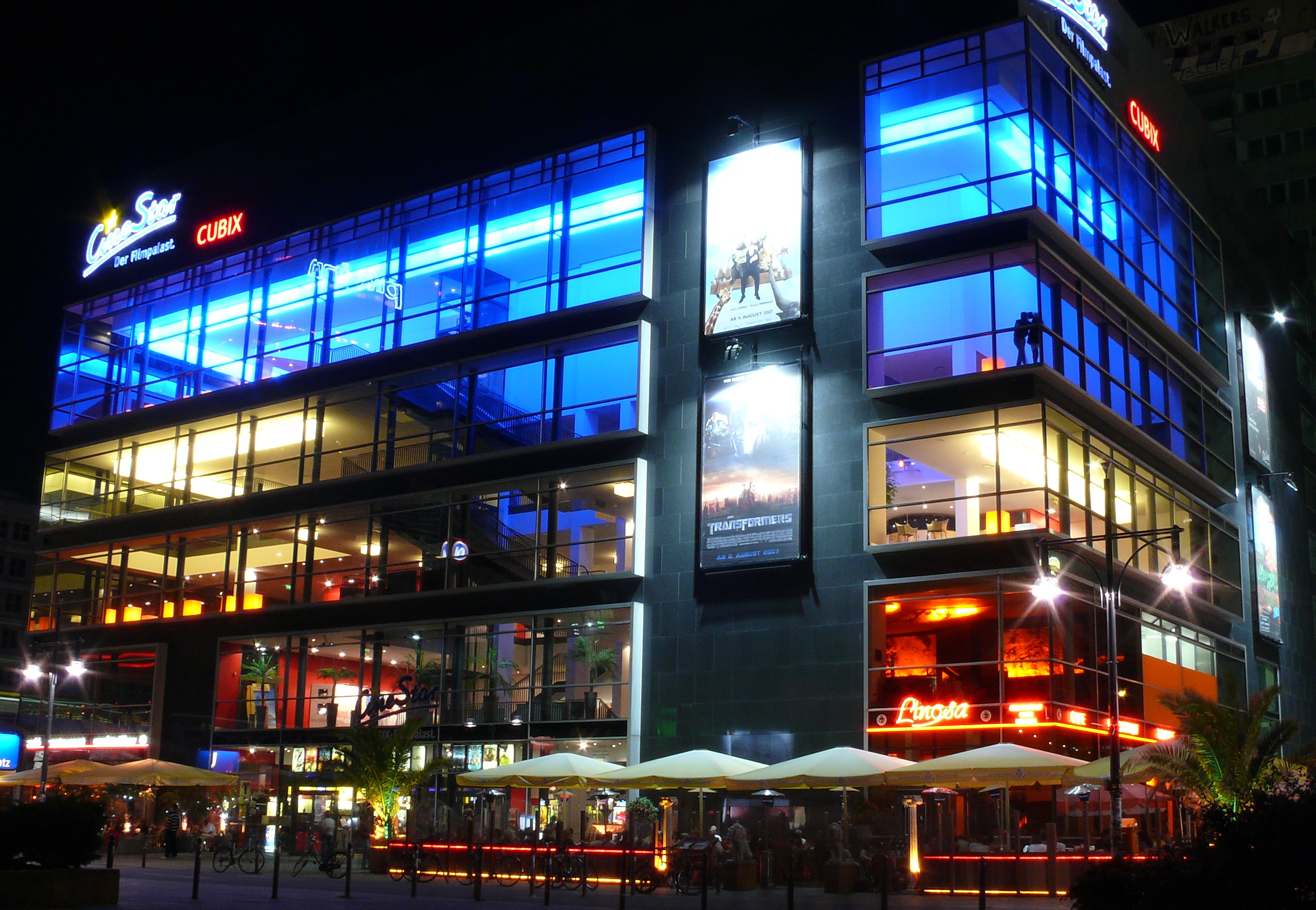
Cubix Kino
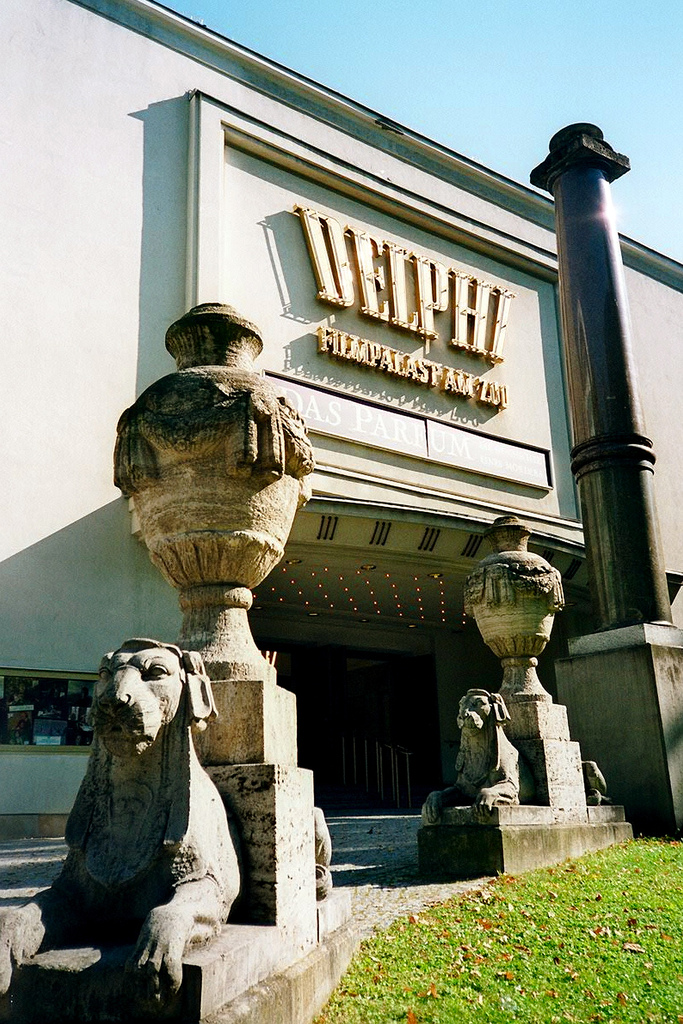
Delphi Filmpalast
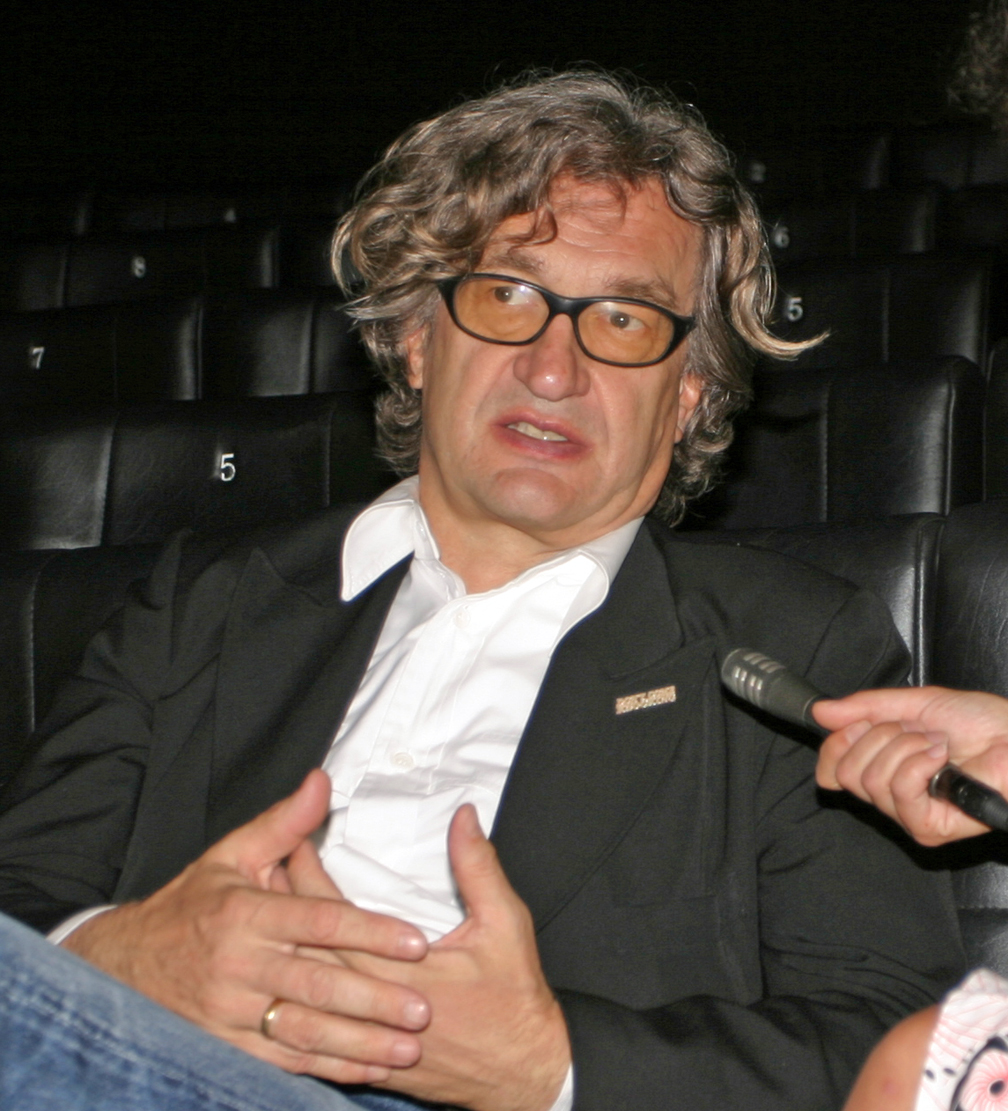
Вім Вендерс
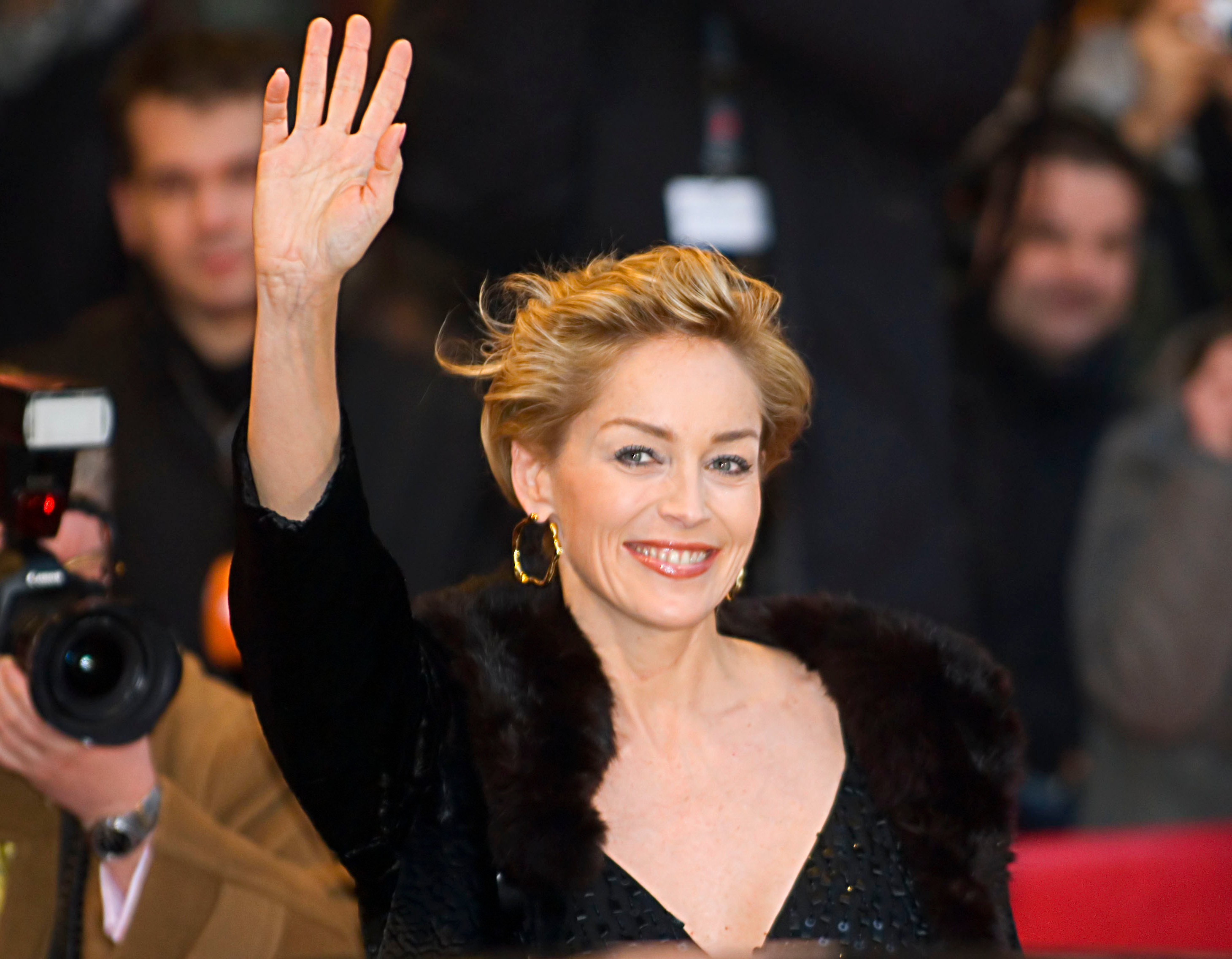
Шерон Стоун